# Jaurès (Métro Paris)

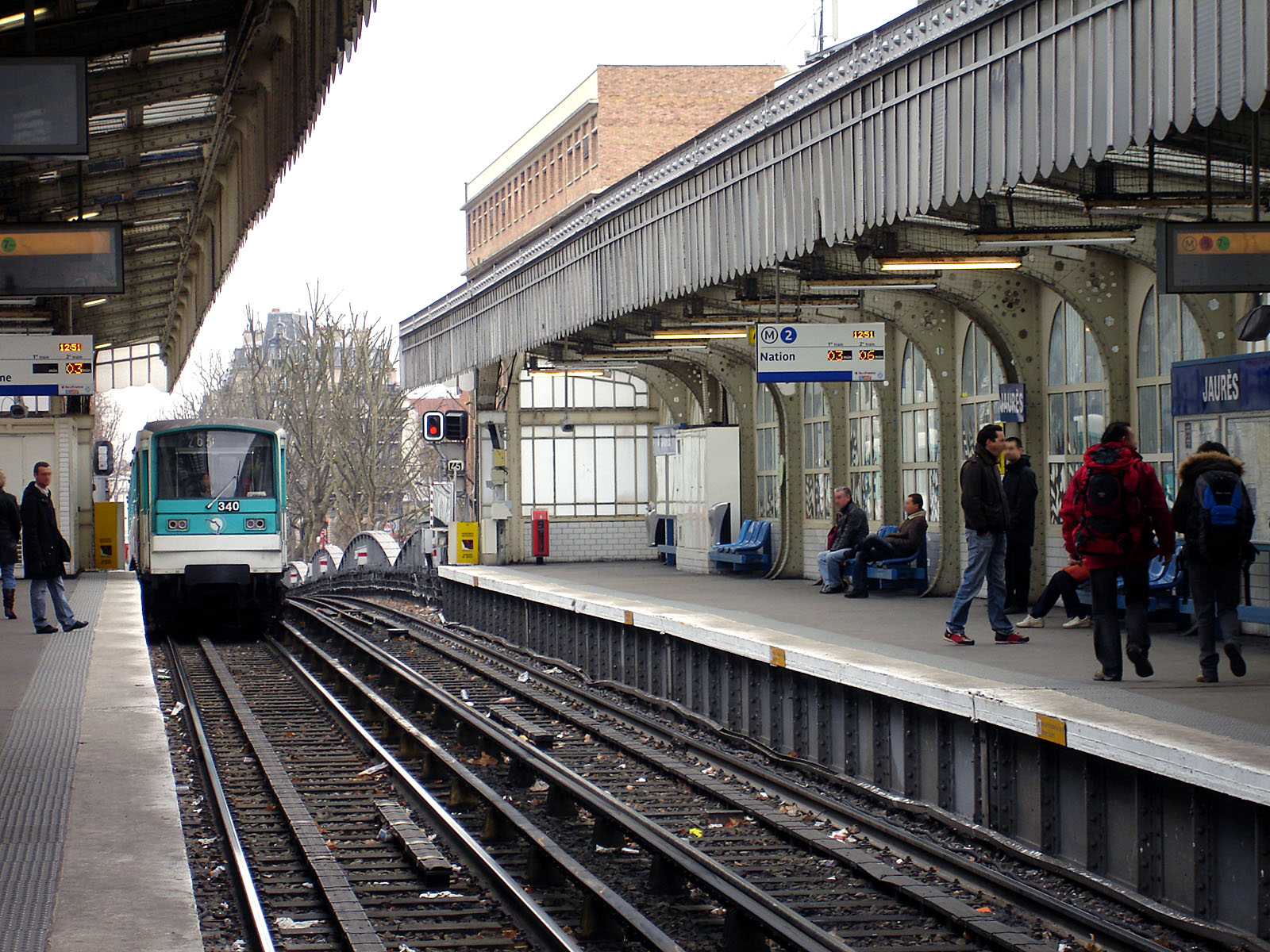
Station der Linie 2 mit von Colonel Fabien kommendem Zug der Baureihe MF 67, 2009

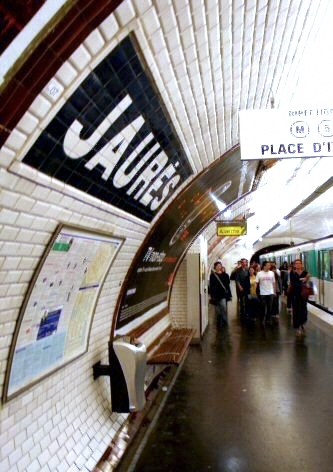
Station der Linie 5

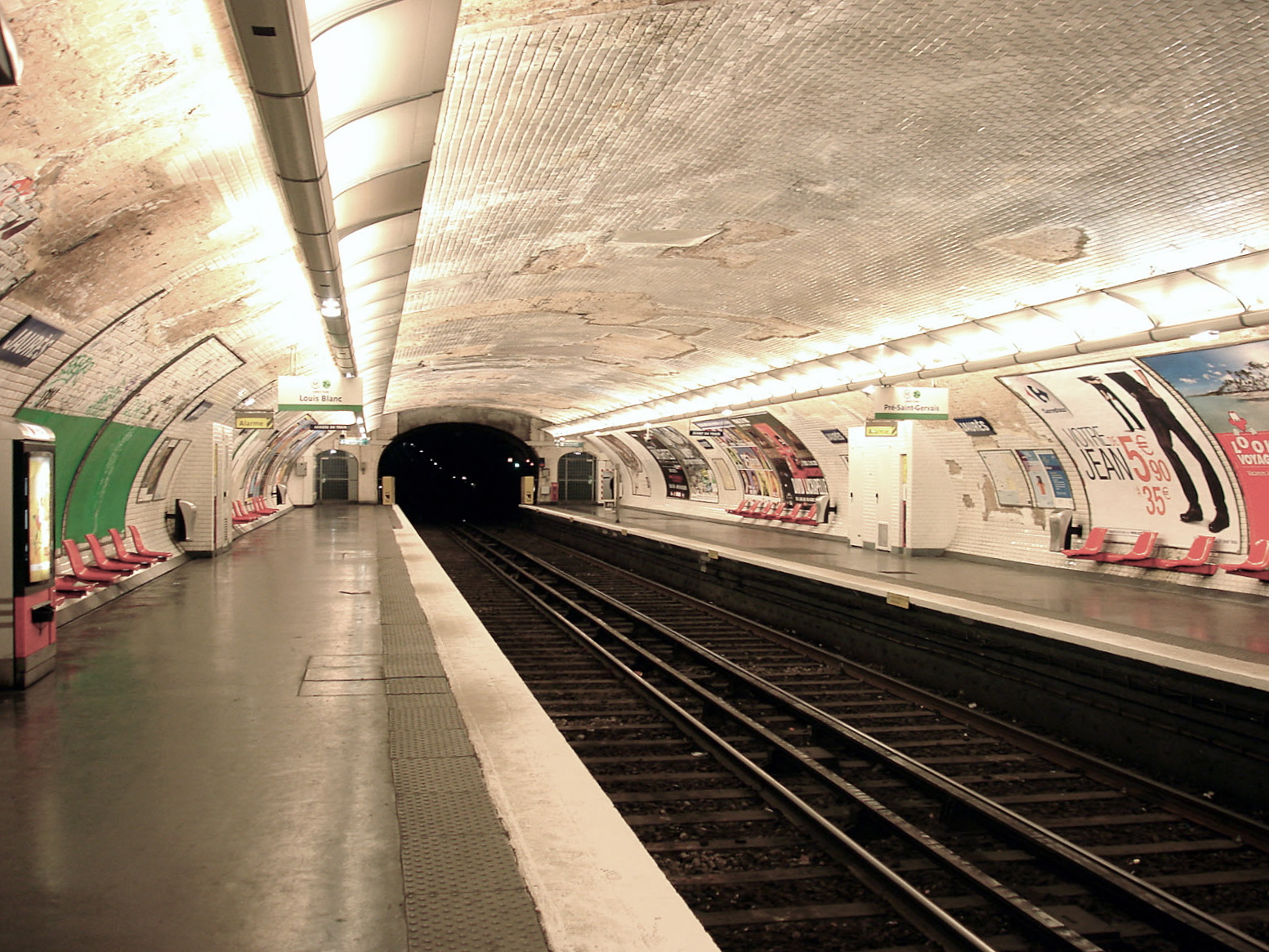
Station der Linie 7bis

Jaurès [ʒɔʁɛs] ist ein Umsteigebahnhof der Pariser Métro. Er wird von den Linien 2, 5 und 7bis bedient.

## Lage
Der U-Bahnhof befindet sich an der Grenze des Quartier de l’Hôpital-Saint-Louis im 10. Arrondissement mit dem Quartier de la Villette im 19. Arrondissements von Paris. Die Station der Linie 2 liegt als Hochbahnhof über dem Mittelstreifen des Boulevard de la Villette, die der Linie 5 längs unter der Avenue Jean Jaurès. Längs unterhalb der Avenue Secrétan befindet sich die Station der Linie 7bis.

## Name
Namengebend ist die Avenue Jean Jaurès. Der Politiker Jean Jaurès (1859–1914) war Abgeordneter in der Nationalversammlung, Mitbegründer der sozialistischen Partei PSDF und Gründer der Tageszeitung L’Humanité. Am 31. Juli 1914 wurde der Kriegsgegner von einem Nationalisten ermordet.
Bei ihrer Eröffnung trug die Station den Namen „Rue d’Allemagne“ nach dem damaligen Namen der Avenue Jean Jaurès. Kurz nach Beginn des Ersten Weltkriegs erhielt die nach Deutschland (fr: Allemagne) benannte Straße ihren aktuellen Namen, wie auch wenig später die Station „Berlin“ in Liège umbenannt wurde.

## Geschichte
Am 31. Januar 1903 wurde die östliche Verlängerung der Linie 2 von Anvers nach Bagnolet (seit 1970: Alexandre Dumas) in Betrieb genommen. Die Station der Linie 2 wurde am 23. Februar 1903 eröffnet, bis dahin fuhren die Züge ohne Halt durch. Da in unmittelbarer Nähe der Canal Saint-Martin gekreuzt wird, wurden Strecke und Station auf einem Viadukt angelegt.
Am 18. Januar 1911 wurde die Station der heutigen Linie 7bis in Betrieb genommen. In der ersten Zeit wurde deren Strecke zwischen den Stationen Louis Blanc und Pré-Saint-Gervais autonom betrieben. Nach wenigen Monaten wurde der Betrieb dahingehend umgestellt, dass die Züge der Linie 7 von Opéra bis Louis Blanc, und von dort abwechselnd auf den beiden nördlichen Streckenästen nach Pré-Saint-Gervais bzw. Porte de la Villette verkehrten. Diese Betriebsform hielt sich bis zum 3. Dezember 1967. Ab jenem Tag wurde die Strecke – wegen des weit höheren Fahrgastaufkommens auf dem anderen Ast – wieder separat betrieben und erhielt die aktuelle Linienbezeichnung 7bis.
Die Station der Linie 5 wurde am 12. Oktober 1942 eröffnet. An jenem Tag ging deren Verlängerung von Gare du Nord nach Église de Pantin in Betrieb.

## Beschreibung
Alle drei Stationen weisen Seitenbahnsteige an zwei Streckengleisen auf und sind jeweils 75 m lang. Die Station der Linie 2 entspricht im Aufbau den anderen Hochbahnhöfen an der ca. 2 km langen Viaduktstrecke. Ihre mit Pultdächern in voller Länge überdachten Bahnsteige sind 4,10 m breit. Zwei Reihen von eisernen Säulen tragen die Längsträger unter dem Gleisbett und die Innenkanten der Bahnsteige, Pfeiler aus Mauerwerk deren Außenkanten. Der Zugang erfolgt über eine sich auf halber Höhe teilende Freitreppe am Nordkopf der Station. Südlich der Station schließt sich eine Rampe an, die die Gleise mit einer Neigung von 40 ‰ zum Tunnel in Richtung Nation führt. Auf der Nordseite überquert die Strecke in einer Kurve den Straßenzug Rue La Fayette–Avenue Jean Jaurès, der den Canal Saint-Martin kreuzt.
Die unterirdischen Stationen der Linien 5 und 7bis liegen unter elliptischen, weiß gefliesten Gewölben. Zugänge liegen an der Place de la Bataille-de-Stalingrad und an der Avenue Jean Jaurès. Sie sind durch von Adolphe Dervaux im Stil des Art déco entworfene Kandelaber markiert, die den Schriftzug METRO tragen.

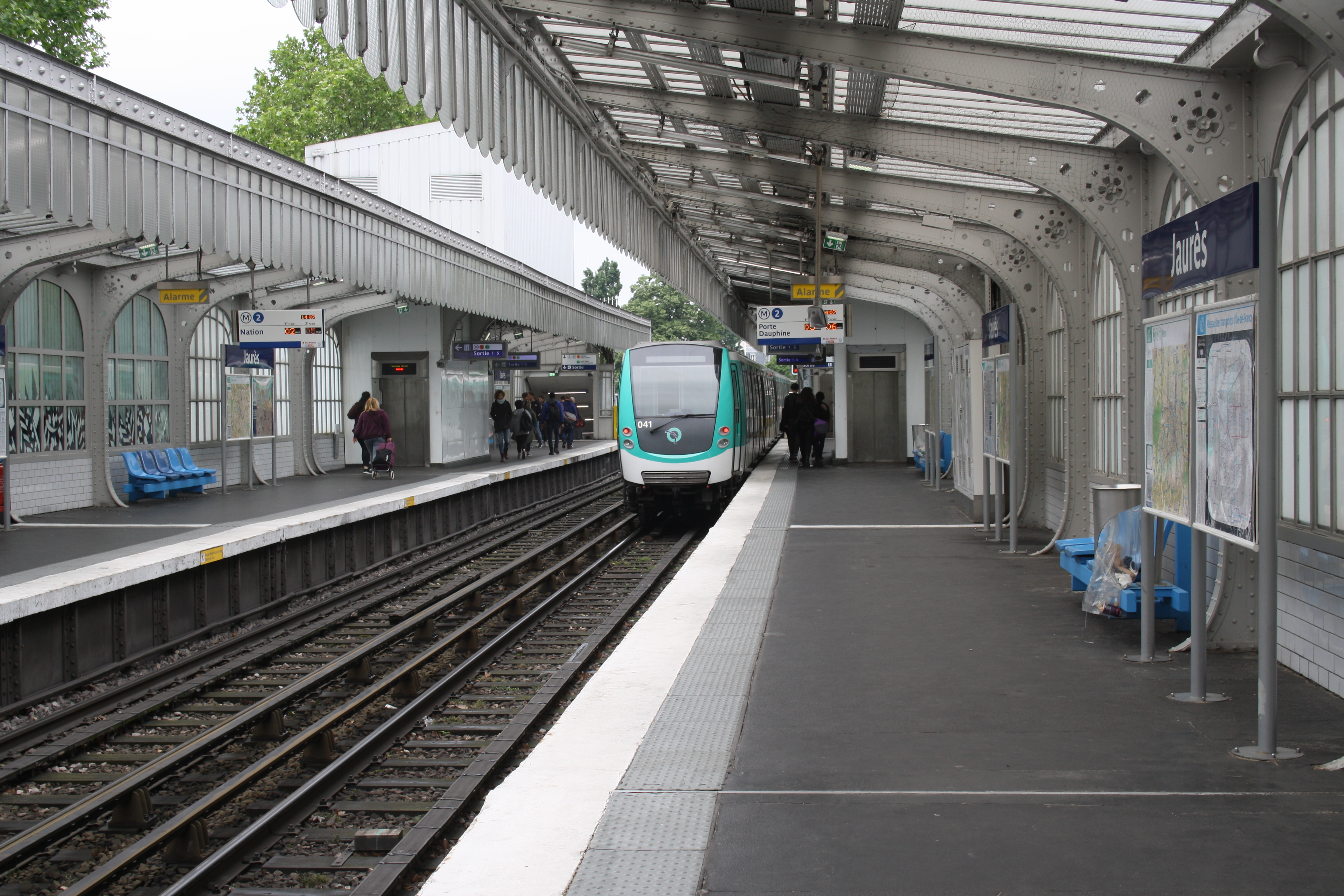
Station der Linie 2 mit nach Porte Dauphine ausfahrendem Zug
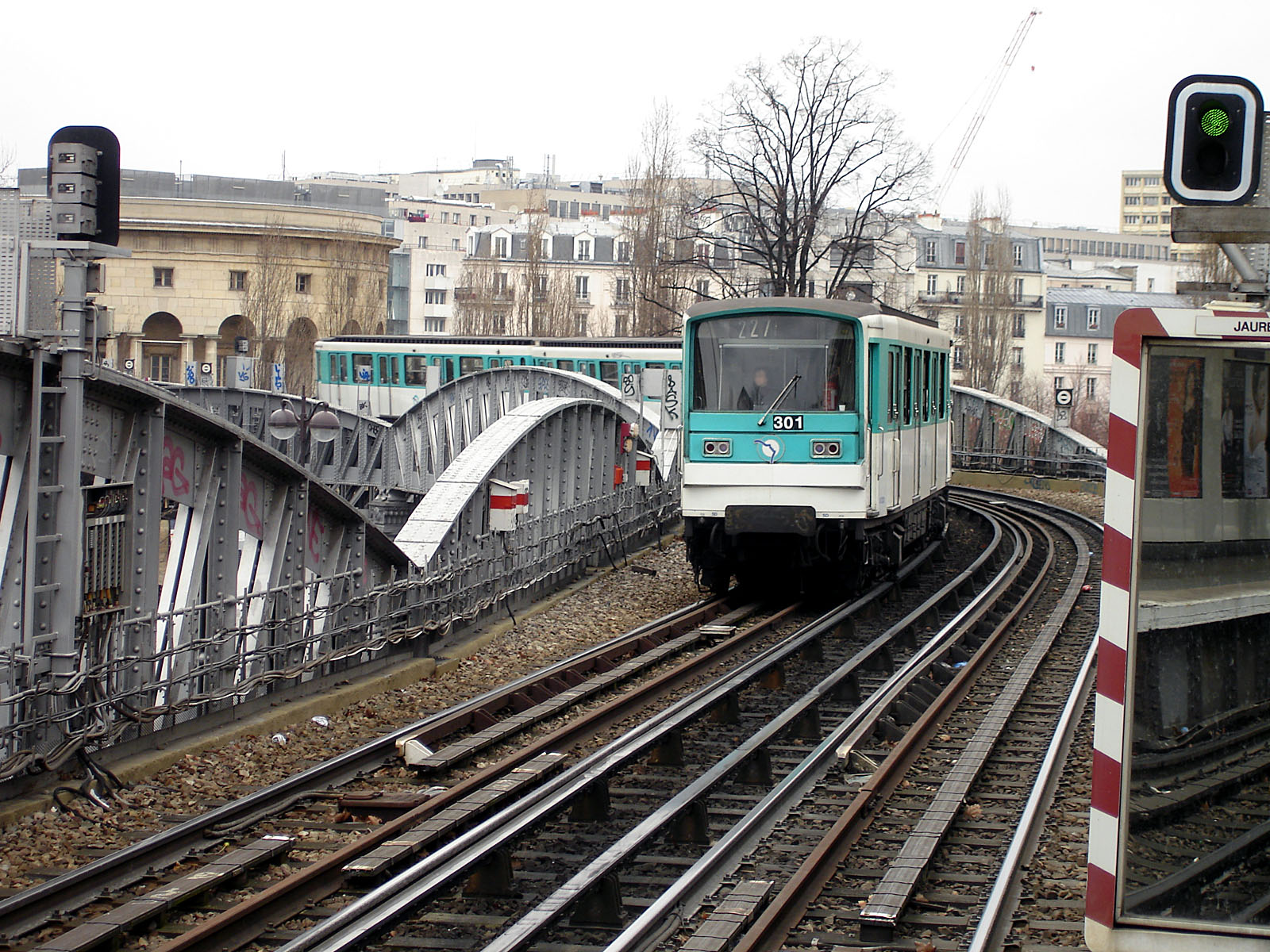
Von Norden in den Hochbahnhof einfahrender MF-67-Zug, 2009
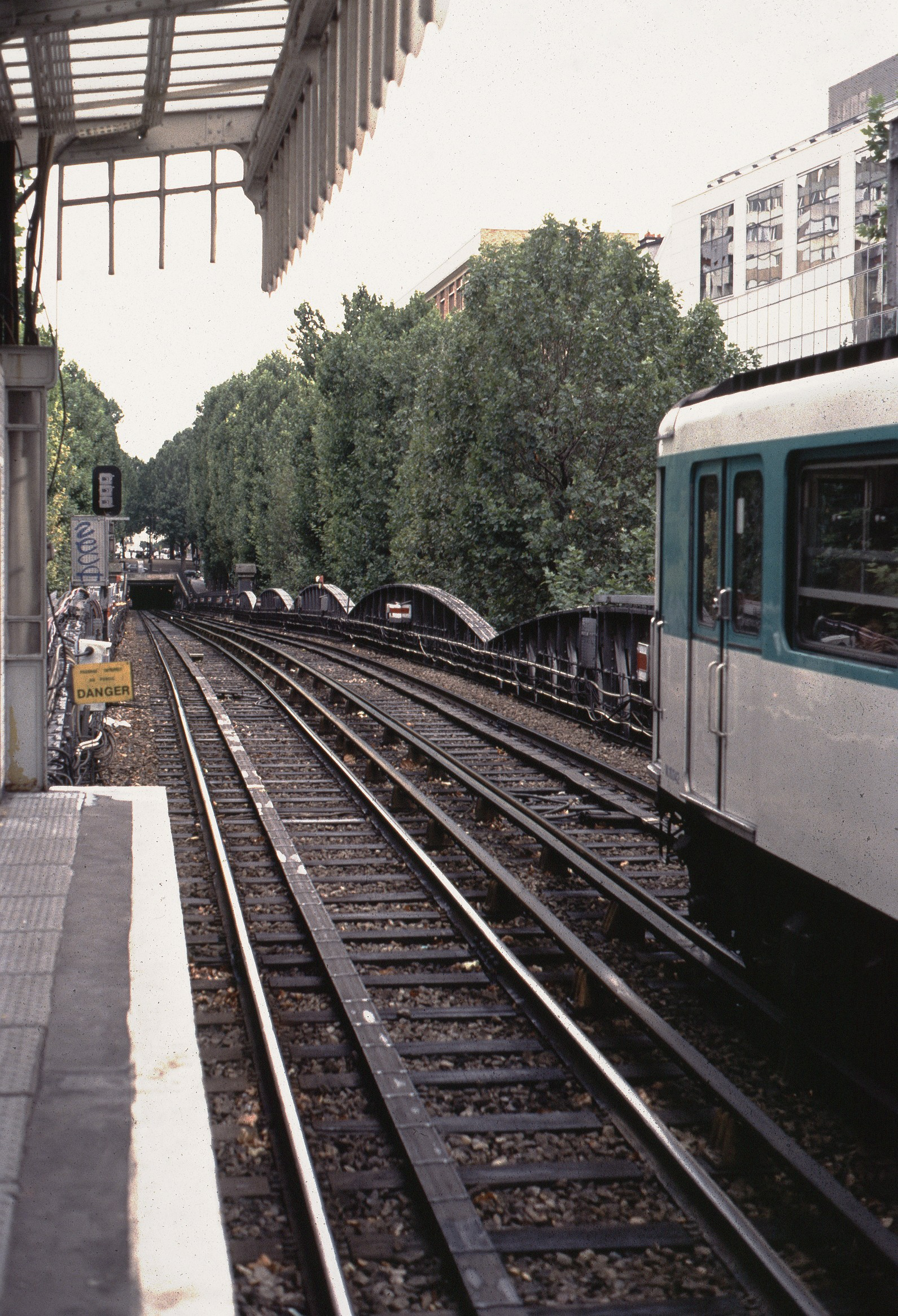
Rampe und Tunnelmund südlich der Station der Linie 2, 1994
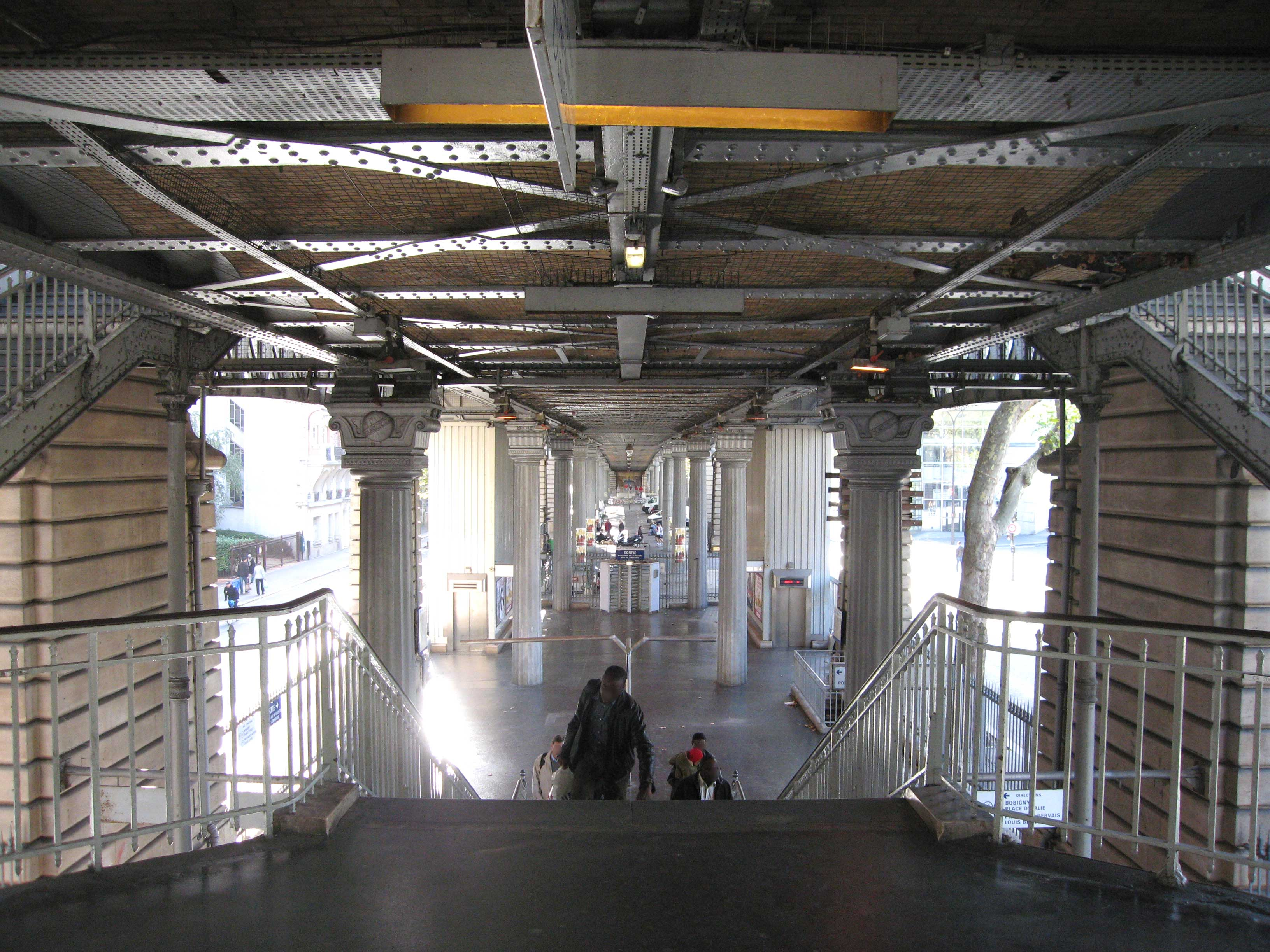
Treppenanlage am Hochbahnhof
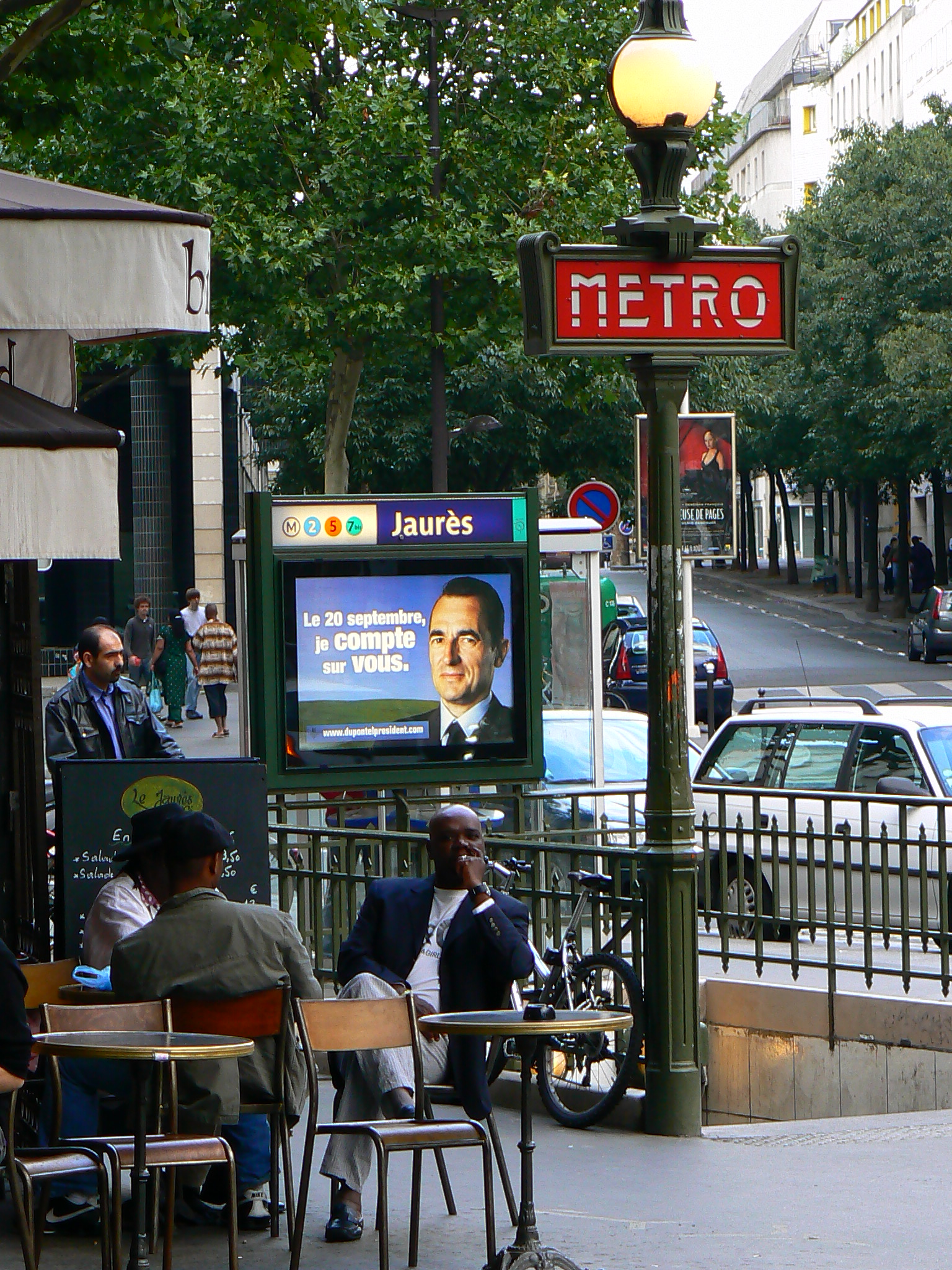
Zugang mit Art-déco-Kandelaber

## Fahrzeuge

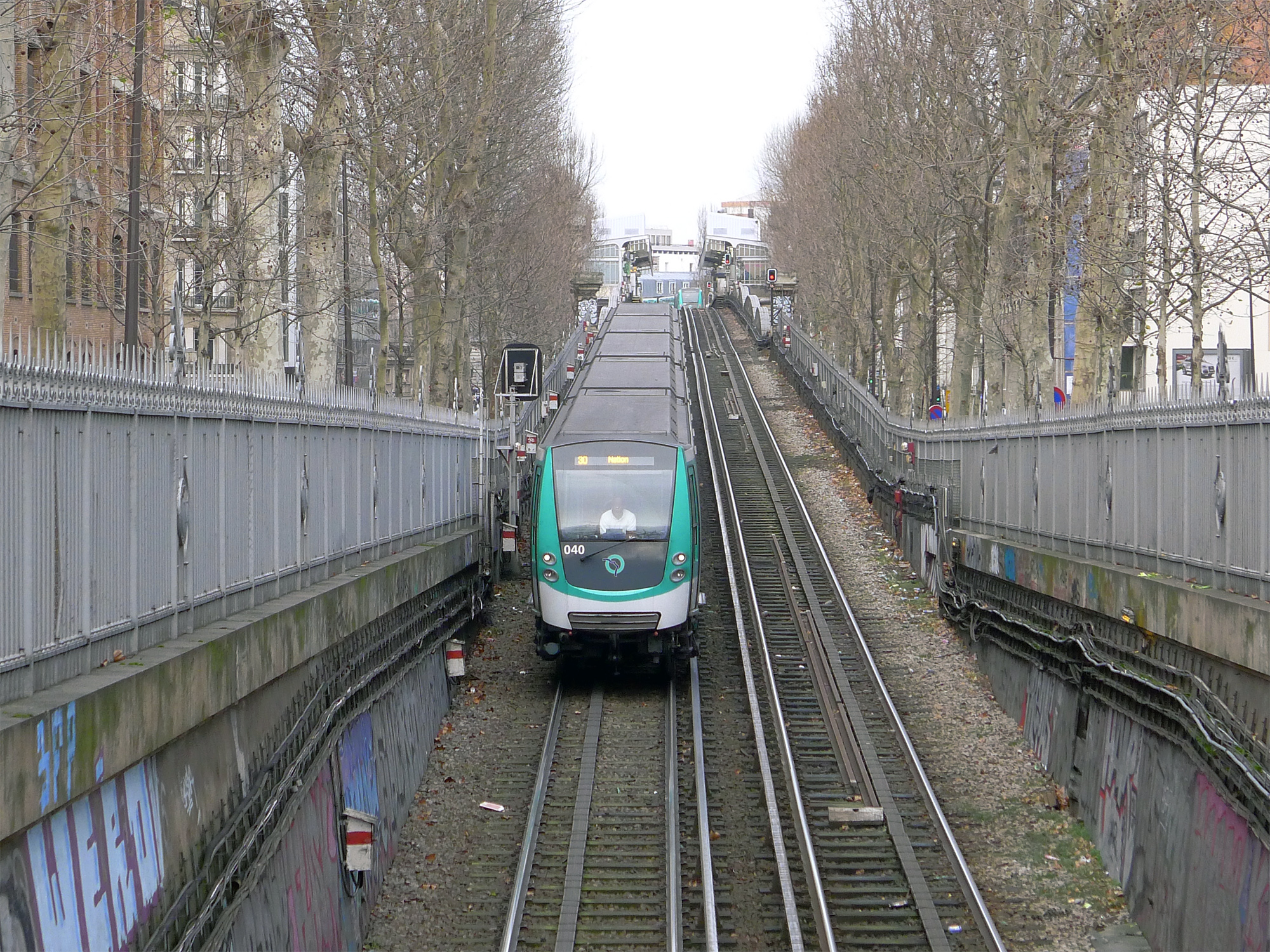
MF-01-Zug auf der Rampe der Linie 2, im Hintergrund deren Station Jaurès

Auf der Linie 2 liefen zunächst zweiachsige Fahrzeuge mit Holzaufbauten, die Züge bestanden aus sechs kurzen Beiwagen und einem Triebwagen an jedem Zugende. Von 1914 bis 1981 wurde die Linie von fünfteiligen, grün lackierten Sprague-Thomson-Zügen befahren. Da sie mittelfristig nicht auf gummibereifte Fahrzeuge umgestellt werden sollte, kam ab 1979 die Baureihe MF 67 auf die Strecke, die ihre Vorgänger innerhalb von zwei Jahren vollständig ablöste. Seit 2008 kommen Serienfahrzeuge der Baureihe MF 01, seit 2011 ausschließlich, zum Einsatz.
Die fünfteiligen Sprague-Thomson-Züge auf der Linie 5 wurden ab 1978 durch Fahrzeuge der Baureihe MF 67 ersetzt, denen ab 2011 MF 01-Züge folgten.
Im Juli 1980 wurden die bis dahin auf der Linie 7bis verkehrenden Sprague-Thomson-Züge, die dort zuletzt nur mit vier Wagen verkehrten, innerhalb weniger Wochen durch solche der Baureihe MF 67 ersetzt. Die MF 67 „F“ liefen zunächst in der klassischen Konfiguration als Fünf-Wagen-Züge und wurden später durch Vier-Wagen-Züge der Bauserie „E“ abgelöst. Seit Januar 1994 ist die kurze Linie 7bis die einzige im Netz der Pariser Métro, die – nach einer Übergangszeit bis zum 30. Dezember 1994 ausschließlich – von der nur neun Drei-Wagen-Züge umfassenden Baureihe MF 88 befahren wird.

## Umgebung

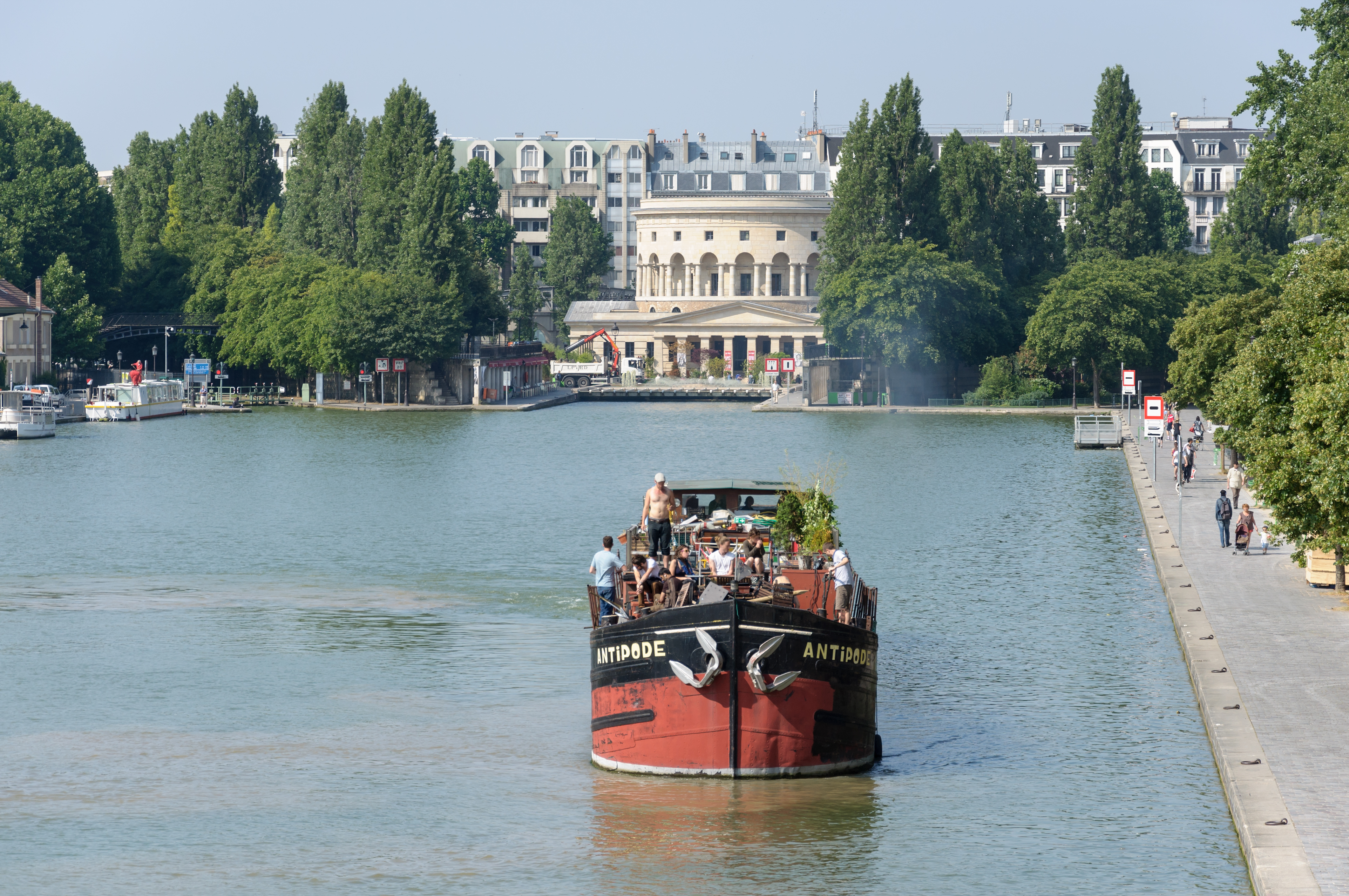
Bassin de la Villette und Rotonde de la Villette

- Rotonde de la Villette
- Bassin de la Villette
- Canal Saint-Martin